# همیشه شاید من باش (فیلم ۲۰۱۶)
همیشه شایدِ من باش (به انگلیسی: Always Be My Maybe) یک فیلم سینمایی کمدی فیلیپینی که در تاریخ ۲۴ فوریه ۲۰۱۶ منتشر شد.  